# Matteo Cairoli
Matteo Cairoli, född den 1 juni 1996 i Como, är en italiensk racerförare.